# Tanna infuscata
Tanna infuscata es una especie de insecto de la familia de las cigarras, perteneciente al género Tanna.